# يوليوس هيس
يوليوس هيس (بالإنجليزية: Julius Hess)‏ هو طبيب أطفال وطبيب أمريكي، ولد في 26 يناير 1876 في أوتاوا في الولايات المتحدة، وتوفي في 2 سبتمبر 1955 في لوس أنجلوس في الولايات المتحدة.